# Què li passa a Helen?
Què li passa a Helen? (títol original en anglès: What's the Matter with Helen?) és una pel·lícula estatunidenca dirigida per Curtis Harrington el 1971. Ha estat doblada al català.

## Argument
Les fotografies de l'assassinat d'Ellie Banner són a tots els diaris. Helen i Adele, mares dels sospitosos, després de rebre la notificació que els seus fills han estat condemnats a mort, abandonen la ciutat per començar una nova vida.

## Repartiment
- Debbie Reynolds: Adelle
- Shelley Winters: Helen
- Dennis Weaver: Linc Palmer
- Micheál MacLiammóir: Hamilton Starr
- Agnes Moorehead: Germana Alma
- Helene Winston: Sra. Greenbaum
- Peggy Rea: Sra. Schultz
- Logan Ramsey: Sergent Detectiu West
- Paulle Clark: Sra. Plumb
- Yvette Vickers: Sra. Barker
- Molly Dodd: Sra. Rigg
- Samee Lee Jones: Winona
- Robbi Morgan: Rosalie
- Timothy Carey: el clochard
- Swen Swenson: el Gigolo

## Premis i nominacions
Nominacions
- 1972: Oscar al millor vestuari per Morton Haack